# هيلدا بروخ
هيلدا بروخ (بالإنجليزية: Hilde Bruch؛ بالألمانية: Hilde Bruch) هي طبيبة نفسية أمريكية وألمانية، ولدت في 11 مارس 1904 في Dülken ‏ في ألمانيا، وتوفيت في 15 ديسمبر 1984 في هيوستن في الولايات المتحدة.